# Prepona montezumae
Prepona montezumae är en fjärilsart som beskrevs av Lucas 1889. Prepona montezumae ingår i släktet Prepona och familjen praktfjärilar. Inga underarter finns listade i Catalogue of Life.